# أولاد اعمر (مفاسيس)
أولاد اعمر هي إحدى مشيخات المملكة المغربية، تتبع جغرافيا لإقليم خريبكة وإداريًا لمفاسيس. يقدر عدد سكانها بـ 6284 نسمة حسب الإحصاء الرسمي للسكان والسكنى لسنة 2004.